# علی‌آباد (نیر)
علی‌آباد یا همان وله زاقارد روستایی در دهستان دورسون خواجه بخش مرکزی شهرستان نیر استان اردبیل ایران است.

## جمعیت
بر پایه سرشماری عمومی نفوس و مسکن در سال ۱۳۹۵ جمعیت این روستا ۲۵۰ نفر (۷۸خانوار) بوده‌است.